# تازه أباد تشندق (قشلاق الجنوبي)
تازه أباد تشندق (بالفارسية: تازه‌کند چناق) هي منطقة سكنية تقع في إيران في أردبيل. يقدر عدد سكانها بـ 92 نسمة .